# Coquillettia albella
Coquillettia albella är en insektsart som beskrevs av Knight 1968. Coquillettia albella ingår i släktet Coquillettia och familjen ängsskinnbaggar. Inga underarter finns listade i Catalogue of Life.